# Zhaitang Shuiku
Zhaitang Shuiku (kinesiska: 斋堂水库) är en reservoar i Kina. Den ligger i storstadsområdet Peking, i den norra delen av landet, omkring 64 kilometer väster om stadskärnan. Zhaitang Shuiku ligger 457 meter över havet. Arean är 1,1 kvadratkilometer. Trakten runt Zhaitang Shuiku består i huvudsak av gräsmarker. Den sträcker sig 2,2 kilometer i nord-sydlig riktning, och 2,8 kilometer i öst-västlig riktning.
Genomsnittlig årsnederbörd är 697 millimeter. Den regnigaste månaden är juli, med i genomsnitt 210 mm nederbörd, och den torraste är januari, med 2 mm nederbörd.